# Aloe tenuior
Aloe tenuior är en grästrädsväxtart som beskrevs av Adrian Hardy Haworth. Aloe tenuior ingår i släktet Aloe och familjen grästrädsväxter.

## Underarter
Arten delas in i följande underarter:
- A. t. tenuior
- A. t. viridifolia

## Bildgalleri

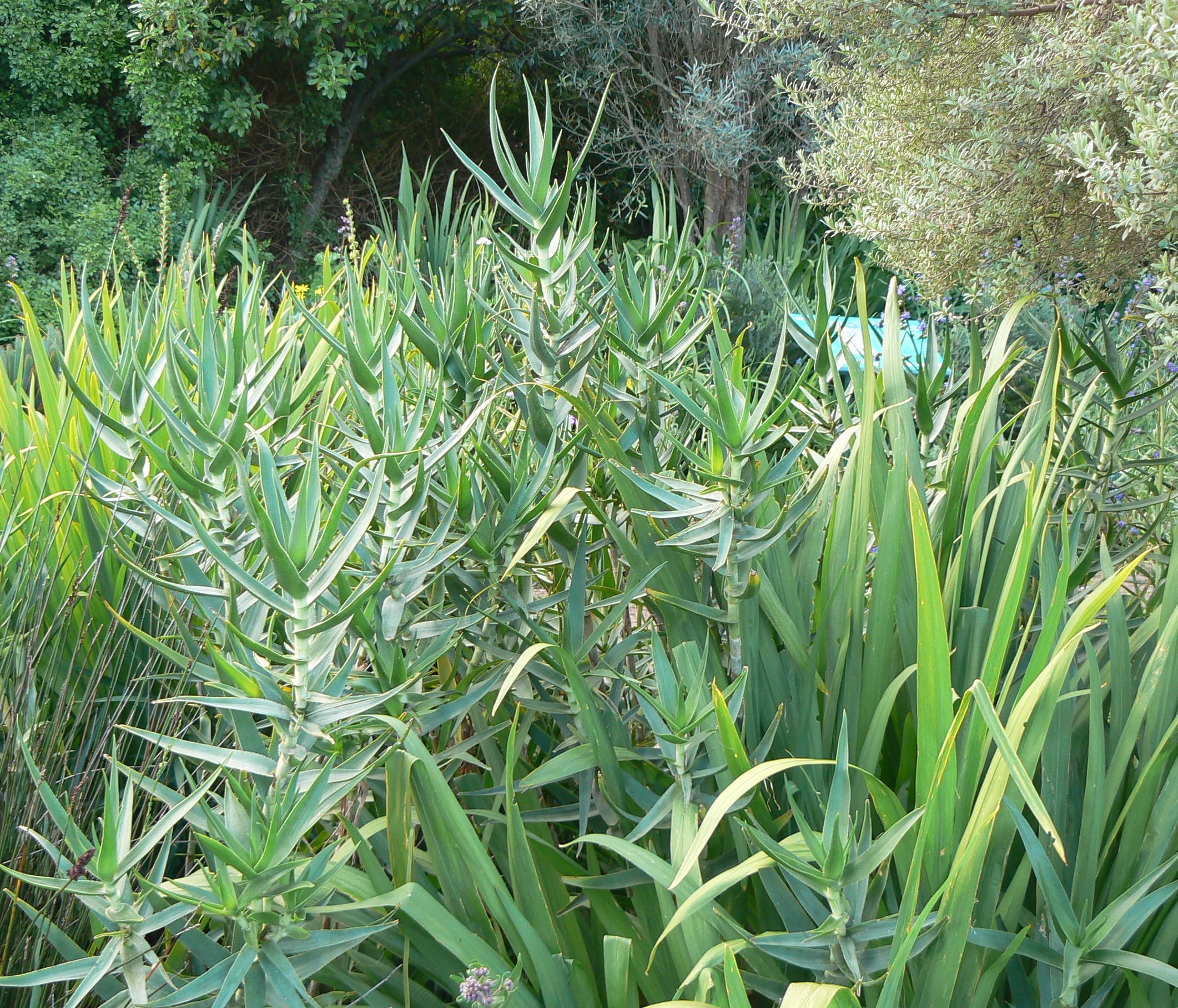
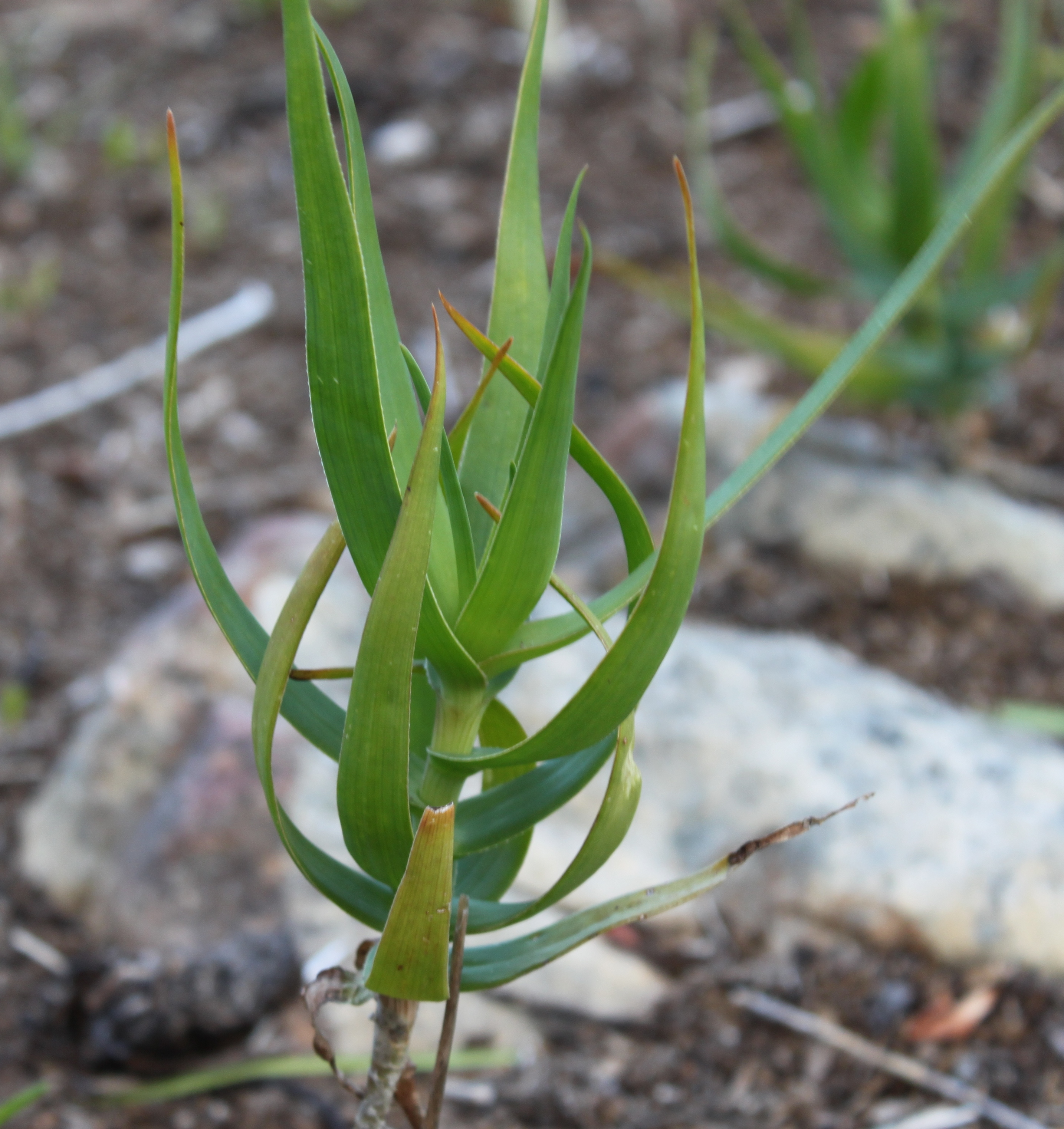
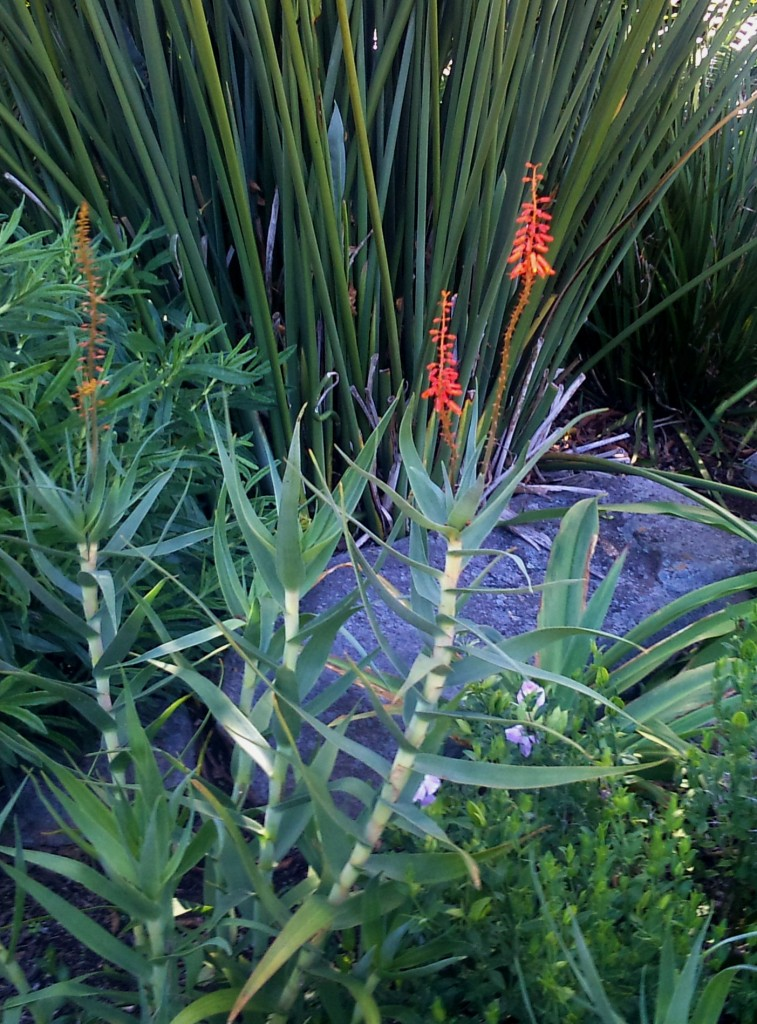
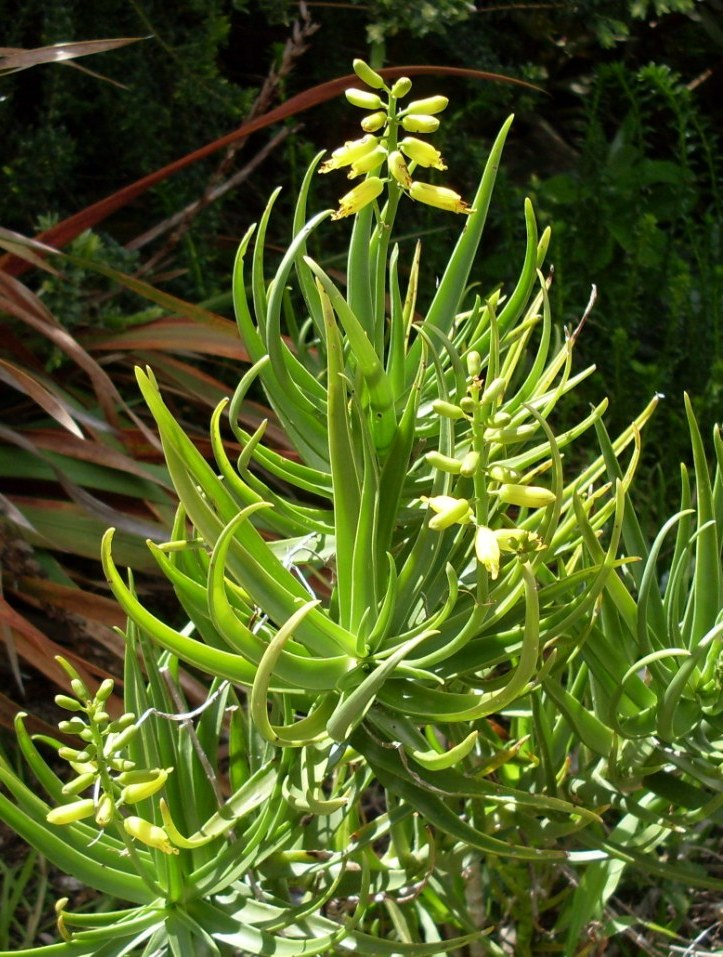
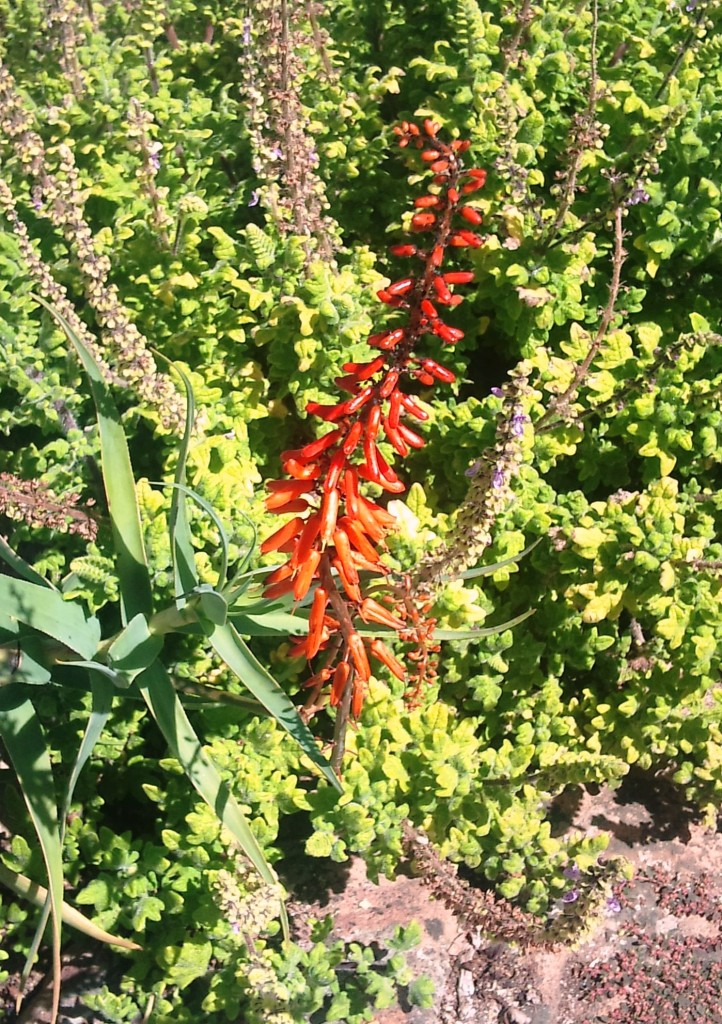
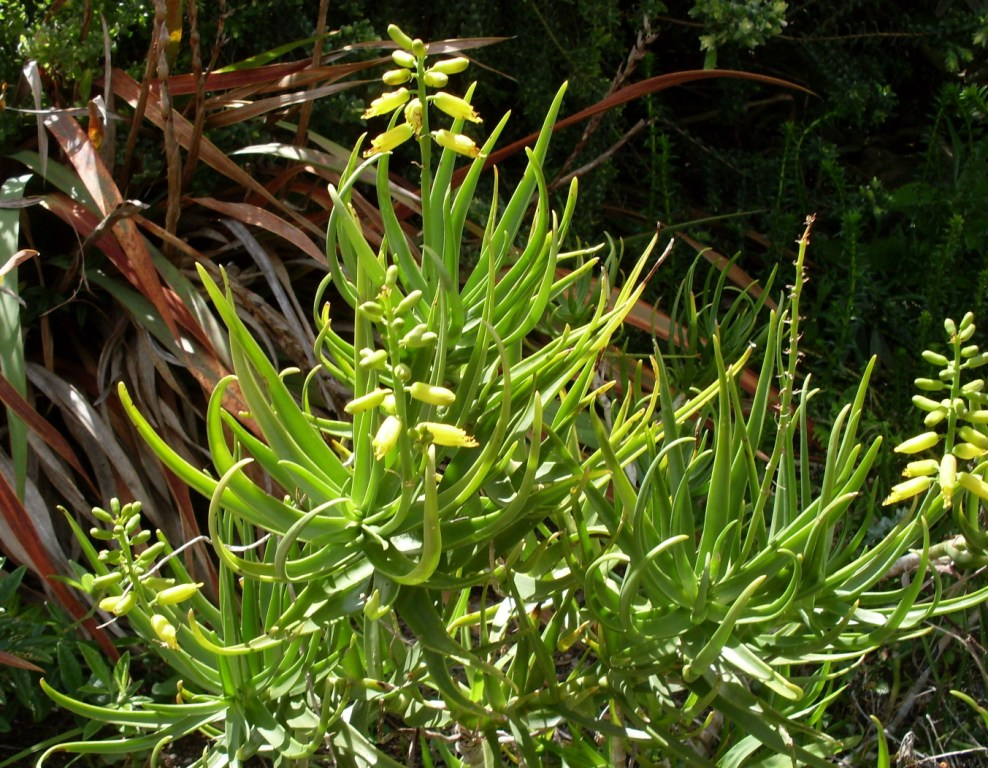